# Península de Pouto
La península de Pouto es un relieve en el norte del puerto de Kaipara, en Northland (Nueva Zelanda). La península se extiende en dirección noroeste a sureste y tiene una longitud aproximada de 55 km. Su anchura varía entre unos 5,4 km y unos 14 km, y la parte más ancha de la península se encuentra cerca de su extremo sur. El mar de Tasmania está al oeste y el puerto de Kaipara al sur. El río Wairoa y el puerto de Kaipara están al este. Dargaville y la carretera estatal 12 se encuentran directamente al noreste de la península. La desembocadura del puerto de Kaipara separa la península de la más pequeña, Te Korowai-o-Te-Tonga, al sur.
El asentamiento más importante de la península es Te Kōpuru. La localidad de Pouto, originalmente un pueblo maorí, se encuentra en el sureste de la península. 

## Geografía y conservación

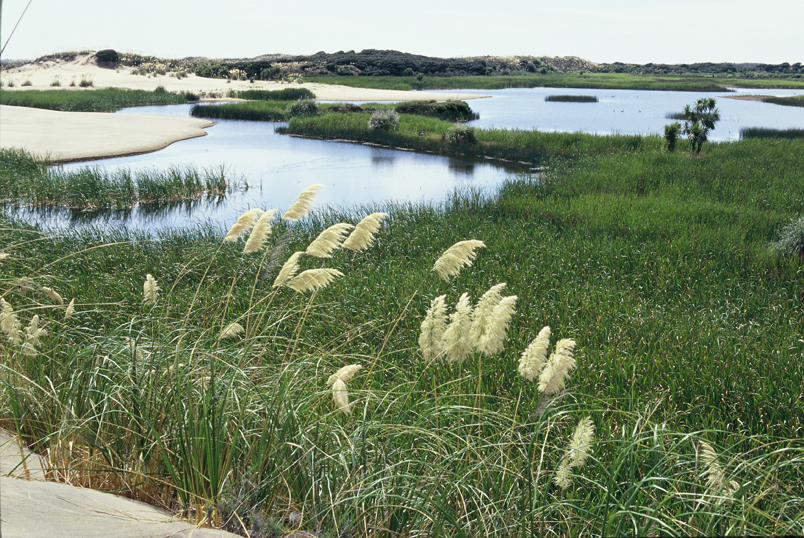
Lago de las Dunas

Gran parte dela península de Pouto -más de 600 hectáreas- está cubierta por dunas, que constituyen uno de los mayores sistemas de dunas no modificadas de Nueva Zelanda. Muchas de las dunas se elevan más de 100 m sobre el nivel del mar, y la más alta alcanza los 214 m. También hay humedales permanentes y temporales, y más de 20 lagos de agua dulce y pantanos. El interior está poblado de bosques exóticos.
En la península se encuentran varias plantas, aves, invertebrados y un pez de agua dulce amenazados.

## Naufragios
Se han registrado 113 naufragios en la costa de la península de Pouto, ya que su parte baja hace que la cabecera norte del puerto de Kaipara sea traicionera, y no hay puntos de referencia en la península para orientarse. La tradición cuenta que Rongomai, el capitán de la waka Māhuhu, se ahogó cuando su canoa volcó cerca de la entrada del puerto de Kaipara en los primeros tiempos de la colonización maorí de Nueva Zelanda. El primer naufragio registrado en la historia fue el del Aurora, una barca de 550 toneladas, en 1840. y el más reciente fue el del yate Aosky en 1994.
El cineasta neozelandés Winston Cowie investigó posibles naufragios portugueses o españoles en la península de Pouto y recogió la tradición oral de las entrevistas sobre la cuestión del descubrimiento ibérico en sus libros Conquistador Puzzle Trail y Nueva Zelanda, un puzzle histórico: tras la pista de los conquistadores españoles. Cowie concluye que se necesitan más estudios e investigaciones para concluir que alguno de ellos fuese español o portugués. Sin embargo, la tradición oral de los ancianos de Pouto menciona un barco español, cascos, armaduras en la arena y un tesoro enterrado.

## Historia
Los descendientes de la tripulación de Māhuhu se asentaron en los alrededores de Pouto y en el extremo sur del puerto de Kaipara, posiblemente en el siglo XIII. Algunos de los tripulantes del Aotea pudieron haberse unido a ellos en el siglo XIV. En el siglo XV, Taramainuku, un nieto del capitán de Arawa, se instaló en Pouto, cerca del cabo Norte, y mató o expulsó a algunos de los anteriores ocupantes. Según la tradición, la zona más grande de Kaipara se llama así por un hāngi que organizó Taramainuku, en el que se sirvió el helecho (Marattia salicina). ("Kai" es una palabra en lengua maorí que significa "comida").
A finales del siglo XVII, o principios del XVIII, los Ngāti Whātua ocuparon la península de Pouto como parte de su avance hacia el sur. En 1820, durante las guerras de los Mosquetes, los Ngā Puhi sitiaron el Tauhara pa de los Ngāti Whātua cerca de Pouto, pero no pudieron capturarlo. Se acordó una tregua, que se cimentó con el matrimonio de un jefe Ngā Puhi con la hija de un jefe Ngāti Whātua. Durante los festejos, los Ngā Puhi y sus aliados se volvieron repentinamente contra sus anfitriones y los masacraron.
En 1874, se construyeron en Pouto una aduana y una estación de pilotaje. En 1876 se construyó un mástil de señales en las colinas de arena de North Head, a 5-6 millas al oeste de la estación. Al año siguiente, se estableció un sistema de telégrafo entre ambos. La oficina de aduanas se trasladó a Te Kōpuru en 1903. El faro se automatizó en 1947 y se cerró a mediados de la década de 1950. La estructura aún existe y fue renovada en 1982-84.
Desde la década de 1870 y hasta los años 30 del siglo XX, los extractores de resina kauri trabajaban en la península, aunque los kauri ya no crecían allí. A principios del siglo XX se estableció la ganadería lechera. La arena de Pouto se utilizaba para construir presas en la cordillera de Waitākere, y también se transportaba en barcazas por el puerto de Kaipara. La parte sur de la península tardó en desarrollarse, ya que la carretera no llegó hasta Taingaehe hasta 1930, y se extendió otros 35 km hasta la propia Pouto en 1931. Hasta entonces, el contacto con el resto del mundo se realizaba en barco de vapor. La carretera no se asfaltó hasta la década de 1940.

## Educación
La escuela de Pouto es una escuela primaria completa coeducativa (años 1-8) con una lista de 21 estudiantes en julio de 2022. Se estableció una escuela en Pouto por primera vez en 1878.
También hay una escuela primaria en Te Kōpuru. El folleto 'Pouto - 105 años (1879-1984)' compilado en 1985 por el historiador local Logan Forrest para conmemorar los 104 años de educación en la península de Pouto - la historia de las escuelas de Pouto, Waikare, Punahaere y Rangitane - da una visión general de la educación y la historia en la península hasta 1984 - el centenario.

## Datos demográficos
La zona estadística de la costa de Kaipara se extiende hacia el norte, pasando por Aranga, hasta el límite con el distrito del Extremo Norte. Abarca 1.248,06 km2  y tiene una población estimada de 4.180 habitantes en junio de 2022, con una densidad de población de 3,3 personas por km2.
La costa de Kaipara tenía una población de 3690 personas en el censo de Nueva Zelanda de 2018, un aumento de 261 personas (7,6%) desde el censo de 2013, y un aumento de 243 personas (7,0%) desde el censo de 2006. Había 1.383 hogares, compuestos por 1.923 hombres y 1.764 mujeres, lo que da una proporción de sexo de 1,09 hombres por mujer. La edad media era de 44,6 años (frente a 37,4 años a nivel nacional), con 726 personas (19,7%) menores de 15 años, 594 (16,1%) de 15 a 29 años, 1.695 (45,9%) de 30 a 64 años y 672 (18,2%) de 65 años o más.
Las etnias eran el 79,2% de europeos/Pākehā, el 30,4% de maoríes, el 3,1% de pueblos del Pacífico, el 2,9% de asiáticos y el 2% de otras etnias. Las personas pueden identificarse con más de una etnia.
El porcentaje de personas nacidas en el extranjero es del 11,1, frente al 27,1% a nivel nacional.
Aunque algunas personas decidieron no responder a la pregunta del censo sobre la afiliación religiosa, el 53,4% no tenía religión, el 33,5% era cristiano, el 3,3% tenía creencias religiosas maoríes, el 0,2% era hindú, el 0,2% era musulmán, el 0,5% era budista y el 1,0% tenía otras religiones.
De los mayores de 15 años, 282 (9,5%) personas tenían un título universitario o superior, y 801 (27,0%) no tenían ninguna cualificación formal. La mediana de los ingresos era de 24.600 dólares, frente a los 31.800 dólares a nivel nacional. 291 personas (9,8%) ganaban más de 70.000 dólares, frente al 17,2% a nivel nacional. La situación laboral de los mayores de 15 años era que 1.338 (45,1%) personas estaban empleadas a tiempo completo, 468 (15,8%) a tiempo parcial y 90 (3,0%) estaban desempleadas.